# Movimiento chicano
El movimiento chicano de la década de 1960, también llamado movimiento chicano por los derechos civiles o simplemente El Movimiento, fue un movimiento por los derechos civiles cuyo objetivo era empoderar a la población estadounidense de ascendencia mexicana.

## Objetivos
El movimiento daba voz a una amplia variedad de problemas y demandas de la población mexicana en Estados Unidos, desde la reanudación de las concesiones de tierras, hasta la reivindicación de los derechos de los trabajadores agrarios, el derecho a una educación de calidad, el derecho al voto y otros derechos ciudadanos; los activistas chicanos también llevaban a cabo labores de concienciación sobre la historia colectiva de los mexicano-estadounidenses. Desde un punto de vista social, el movimiento chicano luchó contra los estereotipos negativos de los hispanos presentes en la conciencia colectiva y los medios de comunicación estadounidenses.

## Activismo político
En 1949 y 1950, el American G.I. Forum inició campañas de "paga tu impuesto de capitación" a nivel local, con objeto de incrementar el número de votantes mexicano-estadounidenses registrados. Aunque la organización no pudo abolir esta tasa, sus esfuerzos permitieron el acceso al voto de más mexicano-estadounidenses, que a su vez votaban a candidatos hispanos para la Cámara de Representantes de Texas y el Congreso entre finales de la década de 1950 y principios de la de 1960.
En California ocurrió un fenómeno similar. Cuando el veterano de la Segunda Guerra Mundial Edward R. Roybal se presentó candidato para un puesto en el Ayuntamiento de los Ángeles, los activistas de la comunidad establecieron el Community Service Organization (CSO), que logró registrar 15 000 nuevos votantes de barrios hispanos. Gracias a este nuevo apoyo, Roybal pudo ganar las elecciones municipales de 1949, y se convirtió en el primer mexicano-estadounidense en acceder a un cargo en el ayuntamiento de la ciudad desde 1886.
La Mexican American Political Association (MAPA), fundada en Fresno, California, se constituyó en 1959 y diseñó un plan de acción política directa. MAPA pronto se convirtió en el principal portavoz de las aspiraciones políticas de la comunidad mexicano-estadounidense de California.

## Activismo estudiantil y antibelicista

### Organizaciones estudiantiles y juveniles
Las asociaciones estudiantiles chicanas como United Mexican American Students (UMAS), Mexican American Youth Association (MAYA) en California, y la Mexican American Youth Organization (MAYO) en Texas, surgieron en varias universidades y facultades a mediados de la década de 1960. Por aquel entonces, se constituyó un capítulo local de MAYO en el sur de Texas, el cual influyó de forma decisiva en el devenir de las tensiones raciales que la región experimentaba en aquella época. Entre sus miembros se contaba Faustino Erebia Jr, un político y activista local, que ha sido un orador destacado en la Marcha César Chávez, organizada cada año por la Universidad A&M de Texas. En la reunión histórica acontecida en la Universidad de California, Santa Bárbara, en abril de 1969, las diversas organizaciones estudiantiles chicanas se agruparon bajo la denominación Movimiento Estudiantil Chicano de Aztlán (MECHA). Entre 1969 y 1971, MECHA se expandió con rapidez por California, y concentró la mayor parte de su activismo en las universidades del sur de dicho estado federal. Asimismo, se fundaron unos cuantos capítulos de la asociación en universidades de la Ivy League, a lo largo de la Costa Este. Las organizaciones estudiantiles como estas se dedicaban en un principio a asuntos relacionados con la educación, pero sus actividades se extendieron a la participación en campañas políticas y diversas formas de protesta por asuntos de mayor trascendencia, como la brutalidad policial y las guerras que Estados Unidos libraba en el Sudeste Asiático por aquellas fechas.  Por su parte, los Boinas cafés, una asociación juvenil que comenzó en California, adoptaron una ideología más militante y próxima al nacionalismo chicano.

### Activismo pacifista y antibelicista
El Chicano Moratorium fue un movimiento integrado por activistas chicanos, que organizaron diversas actividades y protestas contra la guerra de Vietnam a lo largo y ancho del Suroeste de Estados Unidos y en las comunidades mexicano-estadounidenses, desde 1969 hasta agosto de 1971. Este movimiento protestaba por el gran número de bajas entre los soldados de ascendencia mexicana en la guerra de Vietnam, muy desproporcionadas en comparación con las de militares blancos, así como por la discriminación que dichos veteranos sufrían cuando regresaban a Estados Unidos. Tras meses de manifestaciones y conferencias, se decidió llevar a cabo una "Moratoria Chicana" contra el conflicto, el 29 de agosto de 1970. La manifestación comenzó en Belvedere Park, en Los Ángeles, y se desplazó en dirección a Laguna Park (desde entonces rebautizado como Ruben F. Salazar Park); en ella participaron entre 20 000 y 30 000 personas. Entre los miembros del comité organizador de la marcha de protesta se contaban Rosalio Munoz y Corky Gonzales. A pesar de que la "Moratoria Chicana" solo duró un año más (hasta agosto de 1971), su impacto político impulsó a parte de sus miembros a continuar su activismo en otros grupos similares.